# 硫黄山 (九重町)
硫黄山（）は、大分県玖珠郡九重町の九重連山にある峰。
2023年時点の地理院地図および日本の主要な地図サービスには記載されていないが、登山者用に販売されている地図には記載がみられる。

## 特徴
活火山群の九重連山を構成する星生山東側の尾根筋にあり、常時噴気を上げている。山麓から「北千里ヶ浜」と呼ばれる砂礫が広がっており、一帯は火山ガスのために植物が育たない環境にある。岩石が集積した頂上は高度1580メートルとなる。硫黄の噴気は飯田高原からよく見えるため、高原の人たちは噴気のなびき方で天気の動きを察している。

## 噴火
約5000年前から約1000年間隔で噴火を繰り返している。約1700年前の大規模なマグマ噴火では、火砕流が火口から約4km、溶岩流は火口から約2kmまで到達した。有史以降は1662年、1675年、1738年などの記録が残る。近年では1995年に257年ぶりに噴火し、熊本市まで降灰した。
総合科学技術会議の火山噴火予知計画により「活動的火山及び潜在的爆発活力を有する火山」に指定されており、噴火予報は2007年には「噴火警戒レベル1、平常」と発表された。2011年現在も変更はなく、立入禁止となっている。

## 硫黄採掘事業
硫黄の採取は大友宗麟の南蛮貿易のころに始まったとも言われるが、本格的な採取は江戸時代に始まった。初期の採取法は「掘り硫黄」で、岩石の間から硫黄を掘り起こして取る単純なものだった。「練り硫黄」の手法が生まれてからは、硫気の噴き出す岩間の周囲に石を積み、これをムシロで覆い硫黄を付着させたものが定期的に取り出されていた。
1803年（享和3年）の『豊後国志』には「硫黄を多く産出し常に火がある」と書かれている。当時の九重連山は、飯田村側の天領、久住側の岡藩領、また肥後藩領に分かれており硫黄山周辺がその境界で、それぞれが取り分を決めて採取していた。硫黄は貴重な産物で、領内にはいずれも修験道の寺院があり山伏も入山していた。
1878年（明治11年）頃には日田郡出身の橋爪増太や佐藤善橘が採掘権を得、「九重鉱山」として稼業した。1881年（明治14年）に硫黄の無税輸出が布告され、大分港と九重町を繋ぐ飯田道路が整備された。1889年（明治22年）年には、博多港が特別輸出港として開港し、硫黄を扱い始めた。硫黄山の鉱業は、のちに栃木県の那須鉱山や北海道の十勝鉱山を開発した平山徳治などの鉱山家も輩出している
1896年（明治29年）には、全国的に硫黄の商いをした広海二三郎に採掘権が移り、広海は1916年には天然硫黄王と呼ばれるようになった。昇華硫黄を煙道に通して凝結させる通称誘導法・シチリア法が生産を急増させ、大正時代から昭和時代にかけては黄金時代となり、採鉱地の北側に精錬所が設けられ、飯田高原に運搬道路が通った。この道路が現在の九州横断道路（通称：やまなみハイウェイ）の基礎となっている。
1934年には福岡県久留米市でブリヂストンの工場が稼働し、ゴムタイヤ用接着剤の原料として乾溜産業でも需要が拡大した。
硫黄採掘は、1972年（昭和47年）まで行われていたが、以後は本格的な採掘は行われていない。

## 関連画像

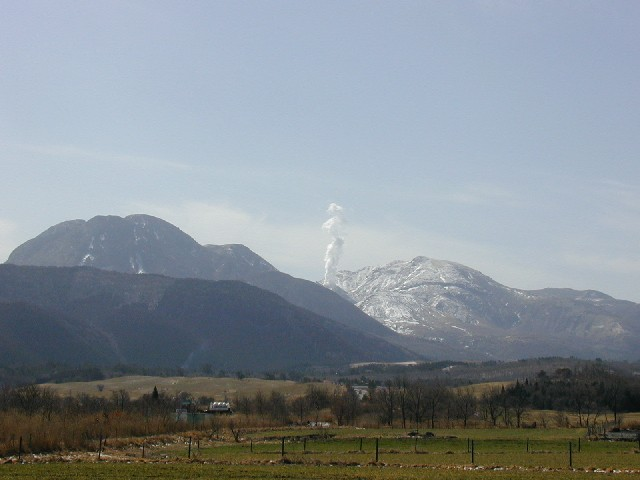
左から三俣山、硫黄山、星生山
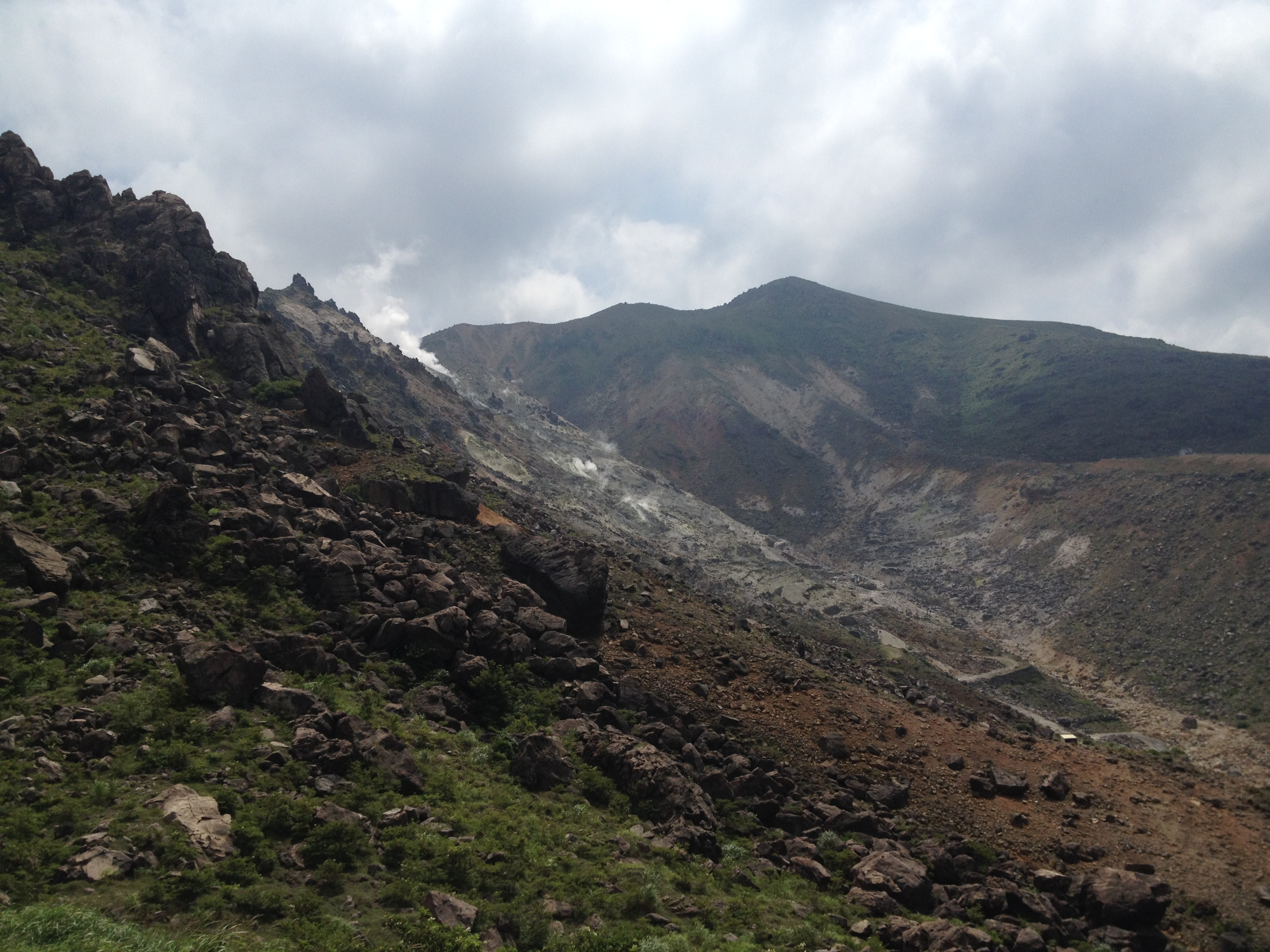
硫黄山と星生山
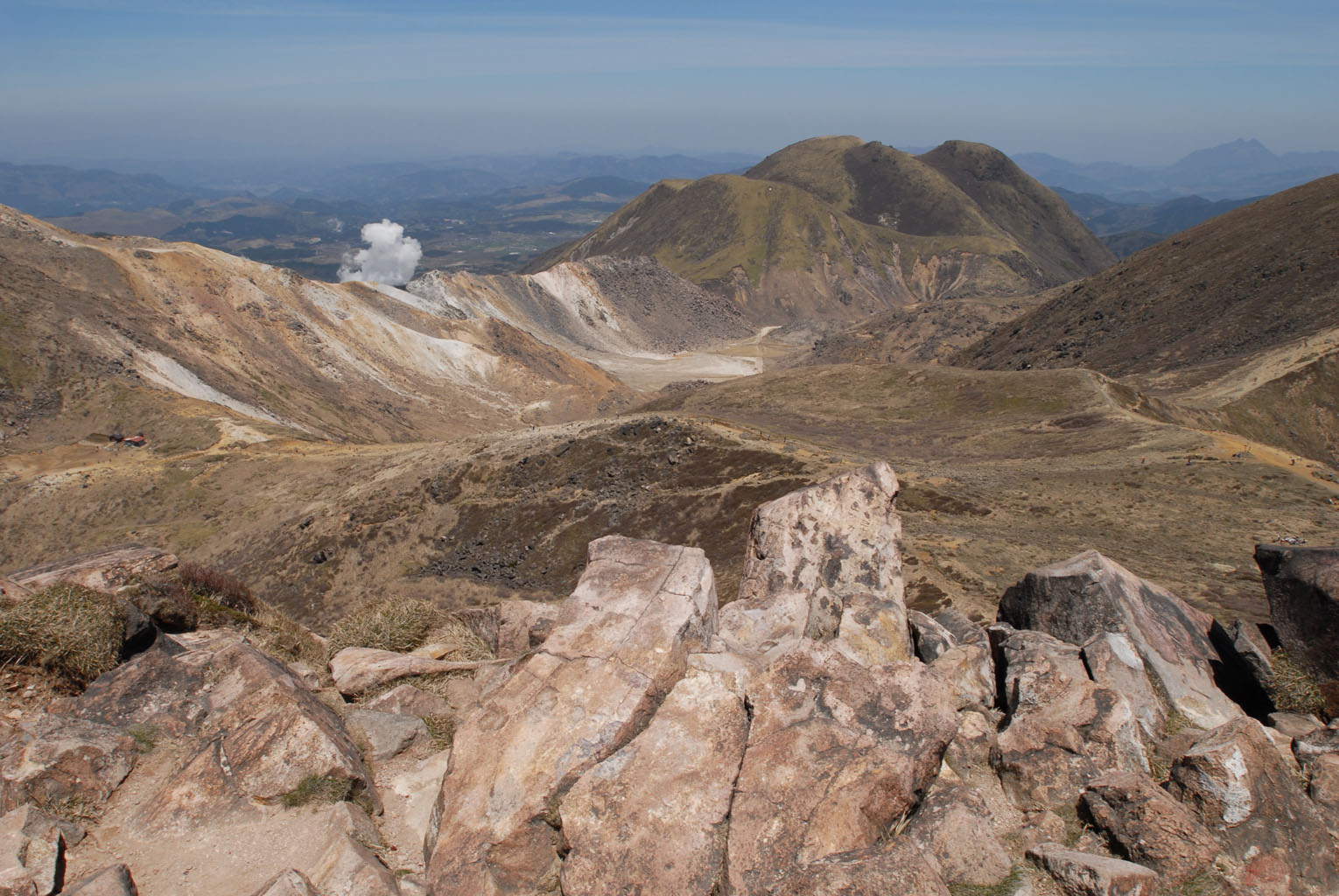
久住山から見た硫黄山と三俣山（右奥）